# ローンパイン・コアラ・サンクチュアリ
ローンパイン・コアラ・サンクチュアリ（Lone Pine Koala Sanctuary）はオーストラリア・クイーンズランド州の州都ブリスベンの郊外へ直線距離にして南へ7kmほどのサバーブであるフィグツリー・ポケットに位置し、ブリスベン川に面する。世界最長の歴史を持ち、世界最大のコアラ保護区である。

## 概要
1927年設立。コアラが130頭以上飼育されているほか、カンガルー、ウォンバット、ハリモグラ、タスマニアデビル数種の爬虫類など、オーストラリアに生息する動物が飼育されている。
ある程度のお金を支払うことにより、コアラを始め、ヘビ、イリエワニの子供、猛禽類などを保定した状態で写真を撮影することが出来る。さらに追加料金を支払うことによりカレンダーやポストカードを作ることも可能である。ただし、コアラは非常に敏感な動物であるため、クイーンズランド州の規則によりコアラ一匹に対し抱くことができるのは一日30分までで、さらに4日おきでなければならないという規則が設けられていた。コアラを抱いての記念写真は大坂なおみ、テイラー・スウィフトなどの著名人も行ったが、ストレス対策や来園客のアンケートで学習プログラムを求める声が多かったことや他園での廃止の動きを踏まえ2024年7月1日をもって終了している。
園内一定区域ではカンガルーやワラビーなどが放し飼いにされており、観光客が餌を与えることもできる。また、コアラを鑑賞しながら休息出来るエリアもある。
エミューやヒクイドリ、ワライカワセミ、キバタンなどオーストラリア固有の鳥類も多数飼育されているほか、クジャクがサンクチュアリ内、もしくはサンクチュアリ周辺で放し飼いにされている。
日に3回、シープドッグショウが催されている他、カンガルーへの餌付け、ゴシキセイガイインコへの餌付けなども行っている。
また、英語圏の幼稚園児から高校生向けに、もしくは英語が第二言語である学生向けに、複数の教育プログラムも作られており、野生動物に関する教育にも力を入れている。18歳以上には、一日の飼育員トレーニングプログラムが用意されている。

## アクセス

### バス
ブリスベン市営バスであるトランスリンクが市中心部からローンパイン・コアラ・サンクチュアリまでのバスを運行している。

### 船舶
クルーザーがシティの南側、ブリスベン川を挟んだサウスバンク公園付近から一日一往復している。約1時間30分ほどで到着するが、途中、ブリスベンの歴史的な建物やサウス・イースト・クイーンズランド地域では最大級の、オオコウモリ類の生息地であるインドロピリー島などを、川から見ることが出来る。

### その他
自家用車、レンタカー、タクシーなどでブリスベン中心部からは約20分で到着できる。また、ブリスベン中心部やゴールドコーストからのツアーも催されている。
園内には来園した有名人の写真が多数飾られており、ジャッキー・チェンやジャネット・ジャクソンといった著名人はもとより、ベッキーやイモトアヤコもある。

## ギャラリー

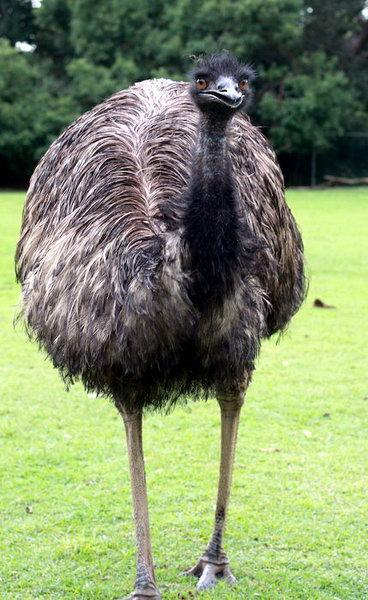
エミュー
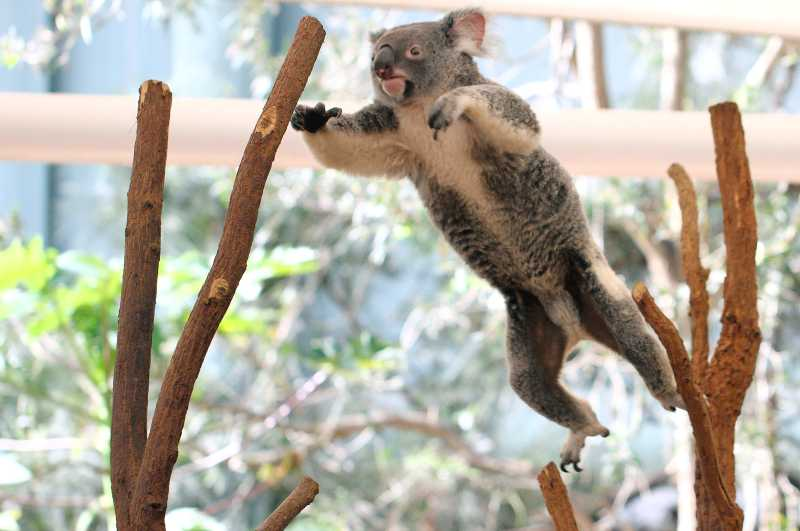
コアラ